# Гурвич, Ирина Борисовна
Ири́на Бори́совна Гу́рвич (30 июня 1911, Летичев, Подольская губерния — 30 марта 1995, Киев) — советский и украинский режиссёр-мультипликатор, сценарист. Заслуженный деятель искусств УССР (1973).

## Биография
Родилась 30 июня 1911 года в городе Летичев (ныне в Хмельницкой области).
В 1934 году окончила Киевский художественный институт. Работала на Киевской студии художественных фильмов. Художественный руководитель секции украинской мультипликации. Член КПСС с 1947 года.

## Семья
- Сыновья — Гурвич, Алексей Алексеевич, Георгий Алексеевич

## Фильмография

### Режиссёр
- 1960 — Приключения перца
- 1962 — Спутница королевы
- 1963 — Заяц и ёж
- 1964 — Аистёнок
- 1965 — Зелёная кнопка
- 1966 — Злостный разбиватель яиц
- 1967 — Зенитка
- 1967 — Легенда о пламенном сердце
- 1968 — Пугало
- 1968 — Сказка про лунный свет
- 1969 — Кит и кот
- 1969 — Марс XX
- 1970 — Журавлик
- 1971 — Про полосатого слонёнка
- 1971 — Удивительный китёнок
- 1972 — Как жёны мужей продавали
- 1973 — Приключения жирафки
- 1973 — Тёплый хлеб
- 1974 — Вересковый мёд
- 1975 — Салют
- 1976 — Как мужья жён проучили
- 1977 — Почему у осла длинные уши
- 1978 — Ночные капитаны
- 1979 — Трубка мира
- 1980 — Однажды я пришёл домой
- 1981 — Партизанская снегурочка
- 1982 — Путаница
- 1983 — Посылка из Бомбея
- 1984 — Колыбельная
- 1985 — Игра
- 1986 — Гаврош
- 1987 — Белая арена
- 1988 — Ой, куда же ты едешь?
- 1989 — Недобаюканная

### Сценарист
- 1968 — Сказка про лунный свет
- 1969 — Марс XΧ
- 1972 — Как жёны мужей продавали
- 1976 — Как мужья жён проучили
- 1981 — Однажды я пришёл домой
- 1981 — Партизанская снегурочка
- 1984 — Колыбельная
- 1988 — Ой, куда же ты едешь?
- 1989 — Недобаюканная

## Награды
- «Как жёны мужей продавали»
  - 1974 — II МФ анимационных фильмов в Загребе (СФРЮ) — Специальная премия «За оригинальное использование народной музыки в сочетании с изобразительным решением фильма»;
  - 1974 — III МФ анимационных фильмов в Нью-Йорке — Почётный диплом за III место.[1]